# Klaus (Vorarlberg)
Klaus ist eine Gemeinde in Österreich in Vorarlberg im Bezirk Feldkirch mit 3055 Einwohnern (Stand 1. Jänner 2024).

## Geografie
Die Ortschaft ist ein Erholungsdorf und liegt in der Bucht des Vorarlberger Vorderlandes, am rechten Rand des Alpenrheintals mit günstigem Klima. Hier – an den Hängen zur Hohen Kugel (1645 m) – wird seit langem Weinbau betrieben.
Der Ort liegt auf einer Seehöhe von etwa 450 m im Zentrum und etwa 510 m bei der Kirche. Die Gemeinde Klaus umfasst eine Fläche von 524,46 Hektar, davon 263,24 Hektar Wald. Der nördliche bergige Gemeindeteil liegt im Naturschutzgebiet Hohe Kugel - Hoher Freschen - Mellental (Sattelberg, Tschütsch, Plattenwald, Hohe Lug).

### Nachbargemeinden
|         | Götzis                                      |         |
| Koblach | Kompassrose, die auf Nachbargemeinden zeigt | Fraxern |
| Röthis  |                                             | Weiler  |

## Geschichte
Der Ortsname wurde 890 erstmals urkundlich als „ad Calcaires“ oder „Kalchern“ erwähnt, was an die seinerzeitigen Kalköfen erinnert. In einer Urkunden des Klosters St. Gallen aus dem Jahr 890 wird Calzaires bzw. später Chalchern verwendet. Im Mittelalter gehörte Klaus zur Sulzer Großgemeinde, der auch die Orte Zwischenwasser, Viktorsberg, Röthis, Weiler und Fraxern angehörten. Die Lebensgrundlage der Dorfbewohner waren Viehzucht, Getreideanbau und seit dem 12. Jahrhundert in verstärktem Maße der Rebenanbau. Im 18. Jahrhundert wurde im Rheintal mit dem Kartoffel- und Türkenanbau (Mais) begonnen. Zu Anfang des 20. Jahrhunderts entwickelte sich der Ort vom Winzerdorf zu einem beliebten Ferienort; er liegt auf einer nach Süden offenen Terrasse und weist daher eine überdurchschnittliche Sonnenscheindauer auf.

### Bevölkerungsentwicklung
Der Ausländeranteil lag Ende 2002 bei 11,2 %.

## Kultur und Sehenswürdigkeiten

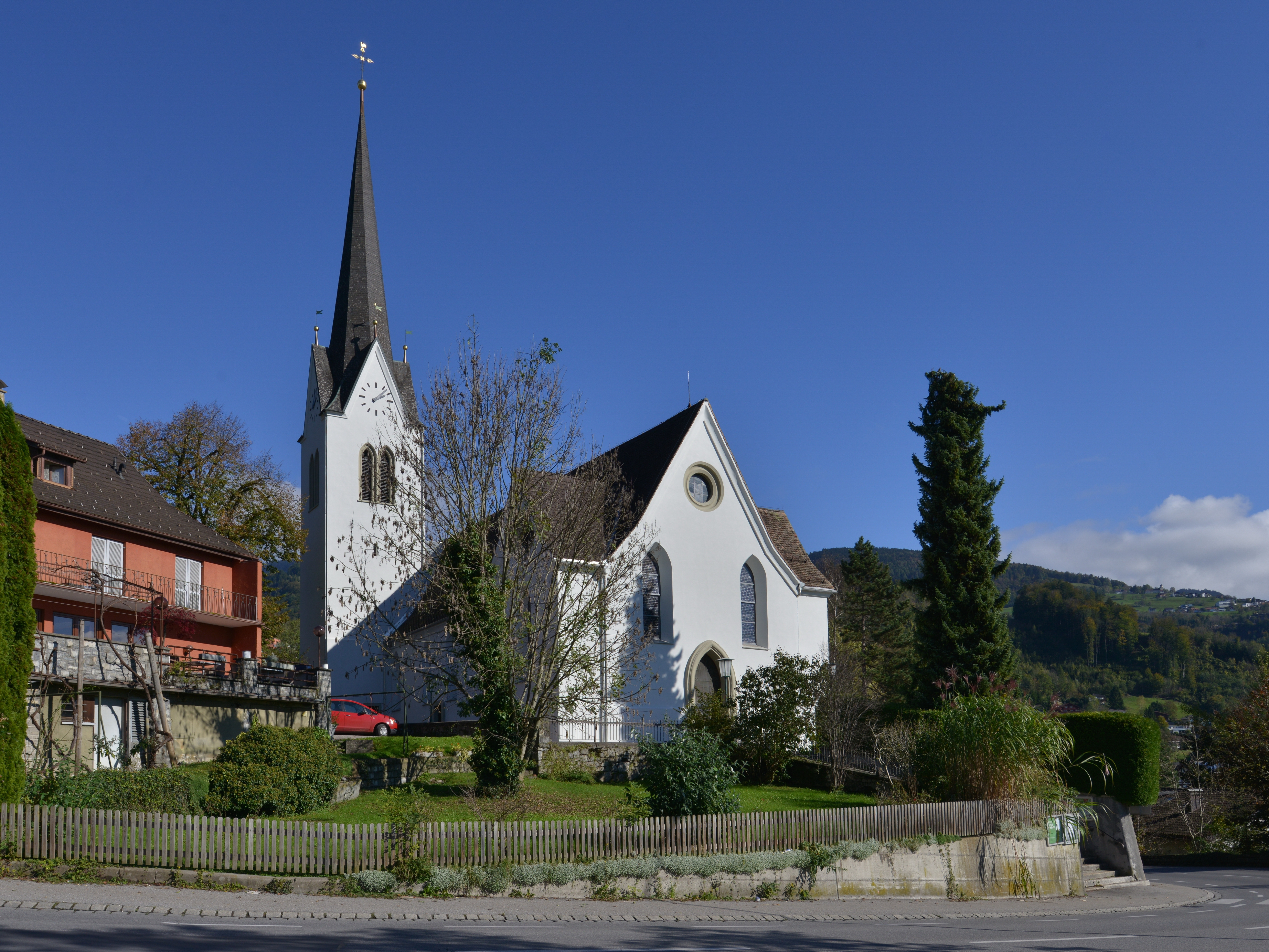
Pfarrkirche Klaus

- Katholische Pfarrkirche Klaus hl. Agnes
- Lourdeskapelle auf dem Tschütsch
- Sattelbergkapelle
- Franzosenkapelle bei Pfarrersbühel

## Wirtschaft und Infrastruktur
Im Jahr 2011 gab es in Klaus siebzehn land- und forstwirtschaftliche Betriebe, davon 5 Haupterwerbsbetriebe. Im sekundären Wirtschaftssektor beschäftigten 46 Betriebe 1.183 Personen, davon 1.031 mit der Herstellung von Waren. Zu den bekanntesten Unternehmen zählen Omicron, DMG und WolfVision. Im tertiären Wirtschaftssektor boten 206 Betriebe 826 Menschen eine Arbeit, ein Drittel davon im Handel (Stand 2010).
Im Frühling prägen die blühenden Obstbaum-Kulturen den Ort und seine Umgebung. Den Einwohnern gelang es, für Klaus bei einigen nationalen und internationalen Bewerben Preise für Blumenschmuck und gute Umwelt zu erringen. Einige Lehrwege erläutern die Flora und Forstwirtschaft.

### Verkehr
Der Ort hat Anschluss zur Rheintalautobahn A14.
Weiters liegt die Haltestelle Klaus in Vorarlberg an der Bahnstrecke Lindau–Bludenz, es halten Züge der Linie S1.

### Öffentliche Einrichtungen
Bücherei Klaus

### Bildung
In der Gemeinde befinden sich ein Kindergarten, eine Volksschule und eine Mittelschule. Gemeinsam mit den Nachbargemeinden betreibt Klaus die Musikschule Tonart (Stand 2019).

## Politik

### Gemeindevertretung
In Vorarlberg wählen die Bürger alle fünf Jahre die Mitglieder der Gemeindevertretung durch Ankreuzen eines Listen-Wahlvorschlages bzw. durch Mehrheitswahl wenn kein Listenvorschlag vorliegt. Weiters den Bürgermeister durch Ankreuzen eines Wahlvorschlages.

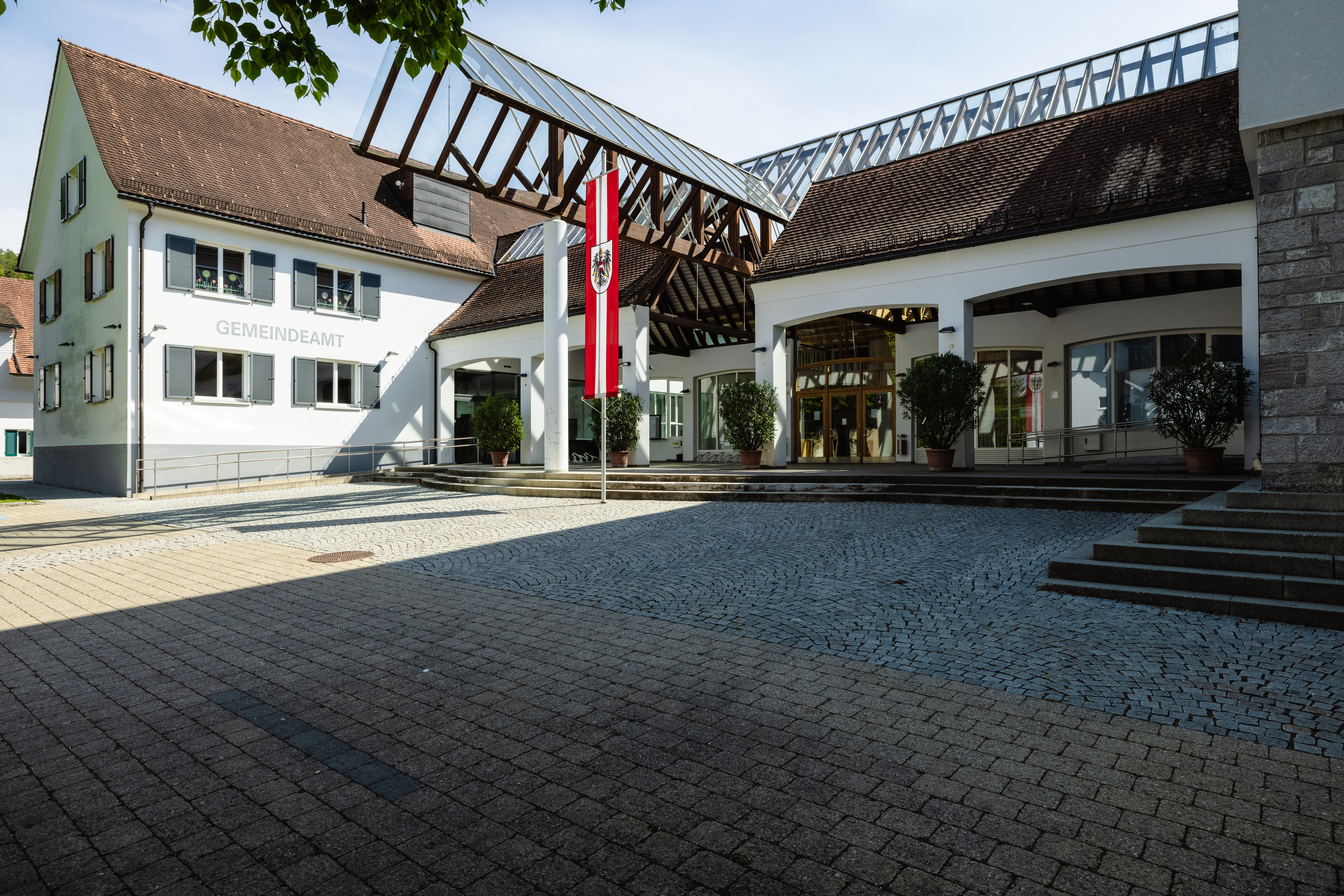
Gemeindeamt Klaus

Die Gemeindevertretung wählt in der konstituierenden Sitzung aus ihrer Mitte – sofern keine Wahl durch die Bürger zustande kam – gemäß § 61 Gemeindegesetz einen Bürgermeister und dann einen mindestens dreiköpfigen Gemeindevorstand. Die Zahl dieser „Gemeinderäte“ darf aber gemäß § 55 den vierten Teil der Zahl der Gemeindevertreter nicht übersteigen.
Der Bürgermeister führt den Vorsitz bei den generell öffentlichen Sitzungen der Gemeindevertretung, in denen kommunale Belange besprochen und Beschlüsse gefasst werden. Beobachter haben kein Mitspracherecht und kein Stimmrecht. Die Gemeindevertretung kann nach Bedarf Ausschüsse bestellen. Sitzungen des Gemeindevorstandes und der Ausschüsse sind nicht öffentlich.

#### Sitzverteilung nach den Wahlen
- Gemeindevertretungswahlen 1985: ÖVP 11, Dorfliste Klaus  8, SPÖ 2.[9]
- Gemeindevertretungswahlen 1990: ÖVP 11, Dorfliste Klaus 9, SPÖ 1.[10]
- Gemeindevertretungswahlen 1995: Wir Klauser i.d. VP 10, Überparteiliche Namensliste Klaus 8, Für ein lebenswertes Klaus 1, SPÖ 1, FPÖ 1 .[11]
- Gemeindevertretungswahlen 2000: Wir Klauser in der Volkspartei 14, Für ein lebenswertes Klaus 1, SPÖ 2, FPÖ 2.[12]
- Gemeindevertretungswahlen 2005: Wir Klauser in der Volkspartei 18, lebenswertes Klaus 4, SPÖ 2.[13]
- Gemeindevertretungswahlen 2010: Wir Klauser in der Volkspartei 21, lebenswertes Klaus / GRÜNE 3.[14]
- Gemeindevertretungswahlen 2015: Wir Klauser in der Volkspartei 17, Lebenswertes Klaus / GRÜNE 7.[15]
- Gemeindevertretungswahlen 2020: zemmafürKlus – Volkspartei 15, Klaus blüht 6, lebenswertes Klaus / GRÜNE 1, NEOS 1, SPÖ 1.[16]
- Gemeindevertretungswahlen 2025: zemmafürKlus 15, Klaus BLÜHT – GRÜNE 5, lebenswertes Klaus 2, SPÖ 2.[17]

### Bürgermeister
- 1945–1955 Friedolin Längle[18]
- 1955–1996 Ernst Summer[18]
- 1996–2004 Robert Längle (ÖVP)[18][19]
- 2004–2020 Werner Müller (ÖVP)[18][20]
- seit 1. Oktober 2020 Simon Morscher (ÖVP)[21][22]

### Gemeindepartnerschaften
- seit 11. November 1979 Donnerskirchen im Burgenland[23]

## Persönlichkeiten

### Ehrenbürger der Gemeinde
- Alexander Längle (1865–1945), Bürgermeister
- Ernst Summer († 1996), Bürgermeister
- Stefan Martin Fink (1924–2005), Pfarrer

### Söhne und Töchter der Gemeinde
- Alexander Längle (1865–1945), Politiker (CSP), Stickereibesitzer und Fergger
- Anton Allgeuer (1915–1996), Jurist, Beamter
- Hans Ludescher (1931–2012), Politiker (ÖVP) und Landwirt
- Eugen Stark (1936–2021), Schauspieler
- Patrick Maier (* 1990), Eishockeyspieler

### Mit der Gemeinde verbundene Persönlichkeiten
- Silvia Benzer (* 1959), Politikerin (FPÖ) und Volksschuldirektorin
- Wolfgang Bleier (* 1965), Schriftsteller
- Günter Busarello (1960–1985), Ringer
- Anna Hensler (1878–1952), Schriftstellerin und Heimatkundlerin
- Gert Wiesenegger (* 1970), Politiker (ÖVP) und Geschäftsführer